# Quiliano
Quiliano is een gemeente in de Italiaanse provincie Savona (regio Ligurië) en telt 7225 inwoners (31-12-2004). De oppervlakte bedraagt 49,5 km², de bevolkingsdichtheid is 142,7 inwoners per km².
De volgende frazioni maken deel uit van de gemeente: Cadibona, Montagna, Roviasca, Valleggia.

## Demografie
Quiliano telt ongeveer 3266 huishoudens. Het aantal inwoners daalde in de periode 1991-2001 met 4,5% volgens cijfers uit de tienjaarlijkse volkstellingen van ISTAT.
| Jaar | Inwoneraantal |
| ---- | ------------- |
| 1991 | 7361          |
| 2001 | 7032          |

## Geografie
Quiliano grenst aan de volgende gemeenten: Altare, Mallare, Orco Feglino, Savona, Vado Ligure, Vezzi Portio.